# Kanton Badonviller
Der Kanton Badonviller war bis 2015 ein französischer Wahlkreis im Arrondissement Lunéville, im Département Meurthe-et-Moselle und in der Region Lothringen; sein Hauptort war Badonviller. Letzter Vertreter im Generalrat des Départements war von 1998 bis 2015 Bernard Muller.
Der Kanton Badonviller war 121 km² groß und hatte 3194 Einwohner (Stand 2012).

## Lage
Der Kanton lag ganz im Südosten des Départements Meurthe-et-Moselle an dessen Ost- und Südgrenze.

Kantone im Département Meurthe-et-Moselle
Lage des Kantons Badonviller im Arrondissement Lunéville

## Geschichte
Der Kanton Badonviller entstand auf Grund eines Gesetzes vom 8. April 1879 aus Gemeinden des Kantons Baccarat.

## Gemeinden
Der Kanton bestand aus zwölf Gemeinden:
| Gemeinde                  | Einwohner Jahr | Fläche km² | Bevölkerungsdichte | Code INSEE | Postleitzahl |
| ------------------------- | -------------- | ---------- | ------------------ | ---------- | ------------ |
| Angomont                  | 84 (2013)      | 17,28      | 5 Einw./km²        | 54017      | 54540        |
| Badonviller               | 1.550 (2013)   | 21,95      | 71 Einw./km²       | 54040      | 54540        |
| Bionville                 | 124 (2013)     | 12,14      | 10 Einw./km²       | 54075      | 54540        |
| Bréménil                  | 117 (2013)     | 5,60       | 21 Einw./km²       | 54097      | 54540        |
| Fenneviller               | 96 (2013)      | 2,99       | 32 Einw./km²       | 54191      | 54540        |
| Neufmaisons               | 231 (2013)     | 21,63      | 11 Einw./km²       | 54396      | 54540        |
| Neuviller-lès-Badonviller | 88 (2013)      | 5,75       | 15 Einw./km²       | 54398      | 54540        |
| Pexonne                   | 401 (2013)     | 13,43      | 30 Einw./km²       | 54423      | 54540        |
| Pierre-Percée             | 97 (2013)      | 9,93       | 10 Einw./km²       | 54427      | 54540        |
| Raon-lès-Leau             | 40 (2013)      | 1,31       | 31 Einw./km²       | 54443      | 54540        |
| Saint-Maurice-aux-Forges  | 99 (2013)      | 5,69       | 17 Einw./km²       | 54481      | 54540        |
| Sainte-Pôle               | 210 (2013)     | 3,30       | 64 Einw./km²       | 54484      | 54540        |

## Bevölkerungsentwicklung
| 1962 | 1968 | 1975 | 1982 | 1990 | 1999 | 2006 | 2012 |
| ---- | ---- | ---- | ---- | ---- | ---- | ---- | ---- |
| 3747 | 4137 | 3659 | 3355 | 3144 | 3008 | 3158 | 3194 |